# Hexoplon affine
Hexoplon affine är en skalbaggsart som först beskrevs av Thomson 1865.  Hexoplon affine ingår i släktet Hexoplon och familjen långhorningar. Inga underarter finns listade i Catalogue of Life.